# 491 (số)
491 (bốn trăm chín mươi mốt) là một số tự nhiên ngay sau 490 và ngay trước 492.